# 大屯镇 (萧县)
大屯镇，是中华人民共和国安徽省宿州市萧县下辖的一个乡镇级行政单位。

## 行政区划
大屯镇下辖以下地区：
大屯村、胡集村、关庄村、高楼村、南海村、许楼村、张楼村、土山村、林楼村、付庄村、郭阁村和瓦房村。